# برشنا ربیع
برشنا ربیع (زاده ۱۳۴۲ شهر مزار شریف بلخ) سیاستمدار افغانستان و نماینده مردم بلخ در دوره شانزدهم مجلس نمایندگان می‌باشد. ایشان در مجلس شانزدهم نمایندگان افغانستان عضو کمیسیون امور فرهنگی، معارف، تحصیلات عالی و ارشاد، حج و اوقاف می‌باشد.

## زندگی‌نامه
برشنا ربیع‌زاده ۱۳۴۲ از شهر مزار شریف ولایت بلخ می‌باشد. ایشان تحصیلات مدرسه‌ای خود را در لیسه سلطان راضیه شهر مزار شریف به اتمام رسانید. وی تحصیلات عالی خود را تا مقطع لیسانس در دانشکده تعلیم و تربیت بلخ ادامه داد. پس از آن بیشتر در حوزه آموزش فعالیت کرده‌است.

## دیگر فعالیت‌ها و افتخارات
دیگر فعالیت‌های ایشان:
- شانزده سال به عنوان معلم.
- مدیر لیسه فاطمه بلخی.
- دریافت مدال ملالی از حامد کرزی.